# Храм Успения Пресвятой Богородицы (Радогощь)
Храм Успе́ния Пресвято́й Богоро́дицы — православный храм в селе Радогощь Комаричского района Брянской области. Памятник архитектуры федерального значения.

## История
Деревянная Успенская церковь упоминается в селе Радогощь с 1628 года. В 1677 году в составе прихода было 122 двора, в храме служили 3 священника. В начале XVIII века, в годы Северной войны (1700—1721 годы), из-за рекрутских наборов и бегства крестьян от уплаты налогов приход храма обезлюдел, здание церкви обветшало. В то время в приход храма входило село Радогощь и 8 соседних деревень. В 1712 году священник Успенского храма Пётр Самуилов писал на имя Великого Государя, что из 3-х деревень прихода —  Захарово, Карпова и Воронино — «жители в полон побраны, а иные разошлись от налога служилых людей». В то же время в соседней деревне Кокино житель Дементий Федосеев с товарищами хотел строить новую церковь с «подставными попами». Разрешение на данное строительство получено не было и Кокино так и осталось деревней.
9 июня 1730 года священники Успенской церкви Михаил Михайлов, Арсений, дьякон Иаков Егоров и прихожане подали прошение в Священный синод о строительстве нового храма. Прошение было подписано 17 августа 1730 года и в том же году в Радогощи был построен и освящён новый деревянный храм с приделом во имя Архангела Михаила.
В 1787 году по поручению княгини Натальи Петровны Голицыной вместо деревянного был построен каменный усадебный храм в стиле раннего классицизма. Новый храм, как и прежний, был освящен в честь Успения Пресвятой Богородицы, но уже с двумя приделами: во имя Святого Равноапостольного Великого князя Владимира и Святого Архистратига Божия Михаила. Деревянное здание храма было перевезено в село Быхово. Изменениям каменный храм не подвергался за исключением того, что в 1881 году каменные полы были заменены деревянными. С 1853 года, в память об избавлении от эпидемии холеры, ежегодно 28 июля в селе Радогощь совершался Крестный ход. Храм села неоднократно посещался Преосвященными Епископами Орловскими и Севскими при их проезде в Богородицкую Площанскую Пустынь.
В феврале 1865 года в Успенский храм на место причетника определён бывший ученик уездного училища Матвей Карпов. В том же году причетник Успенской церкви Сергей Попов был переведён в село Космодемьянское Орловского уезда. На его место из того же села Космодемьянского был переведён Иван Попов. Летом того же года пожаром были уничтожены дома всех священнослужителей Успенской церкви. В 1866 году указной причетник Успенского храма Матвей Карпов был посвящён в стихарь. В том же году из прихода Успенского храма села Радогощь в приход Никитского храма села Аркино была передана деревня Бабинец. В том же году священник церкви Василий Хохлов был уволен по прошению с должности депутата.
В 1919 году по запросу ГубЧК Севский Уисполком предоставлял списки священнослужителей и монашествующих. Согласно этому документу в селе Радогощь значились священники Федор Иванович Введенский и Леонид Васильевич Гаврилов.
31 января 1930 года за «антисоветскую агитацию, направленную на срыв колхозного строительства» были арестованы члены причта храма: иерей Леонид Васильевич Гаврилов, иерей Яков Васильевич Преображенский, диакон Иван Андреевич Калинин, псаломщик Тимофей Спиридонович Голиков, псаломщик Исидор Иванович Жуков.
В 1937 году храм был закрыт. В одной части храма устроили склад зерна, в другой — клуб. Богослужения в храме возобновились в 1943 году и с тех пор не прекращались. С 1984 года настоятелем здесь служит протоиерей Владимир Фирман. При храме действует Воскресная школа.
В Государственном архиве Брянской области хранятся метрические книги Успенской церкви за 1802—1810, 1823—1843, 1847—1862, 1892—1894, 1897 и 1898 годы.

## Архитектура
Храм расположен на возвышенности в центре села и доминирует в окружающей застройке. Кирпичные стены оштукатурены. Оригинальный усадебный храм в стиле раннего классицизма, один из значительных памятников этого периода в Брянской области. При строительстве был использован кирпич, гранит, белый камень и лепнина. Церковь окружает ограда второй половины XIX века из металлических фигурных стержней-пик с тремя горизонтальными перекладинами и завитками, которая опирается на кирпичные столбы. Напротив западного фасада храма находятся трехпролётные ворота, выполненные в русском стиле. В юго-западном углу ограды расположена одноэтажная кирпичная сторожка.

## Причт и старосты храма

### Священники
- Пётр Самуилов (1712)
- Михаил Михайлов (1730)
- Арсений (1730)
- Василий Хохлов (1866)
- Василий Гаврилов (? — 26 ноября 1903)[10]
- Иоанн Введенский (? — 4 декабря 1903)[11]
- Фёдор Иванович Введенский (29 февраля 1904 — после 1919)[12]
- Леонид Васильевич Гаврилов (до 1919 — 1930)
- Яков Васильевич Преображенский (1930)

### Диаконы
- Яков Егоров (1730)
- Иван Андреевич Калинин (1930)

### Псаломщики
- Тимофей Спиридонович Голиков (1930)
- Исидор Иванович Жуков (1930)

### Церковные старосты
- купец Афанасий Трухин (3 февраля 1905 года — ?)[13]